# Vincenzo Petrocelli
Vincenzo Petrocelli   (Cervaro, 6 de juliol de 1823 - Nàpols, 2 de febrer de 1896) va ser un pintor napolità, elegit professor honorari de l’Acadèmia de Nàpols i de nombroses acadèmies estrangeres, sent el seu mecenes el rei Ferran II de les dues Sicílies. Va estudiar amb Domenico Morelli, i va ser actiu com a pintor des d'aproximament 1850. Va ser principalment un pintor d'història, però també va pintar retrats i escenes de gènere. Els seus fills Achille i Arturo van ser tots dos pintors.